# ビエンベニード・マラニョン
ビエンベ（Bienve）ことビエンベニード・モレホン・マラニョン（スペイン語: Bienvenido Morejón Marañón、スペイン語発音: [bjem.beˈni.ðo maɾaˈɲon]、1986年5月15日 - ）は、スペイン・カディス県エル・プエルト・デ・サンタ・マリア出身でフィリピンに帰化したサッカー選手。フィリピン代表。ポジションはFW。

## クラブ歴
カディス県エル・プエルト・デ・サンタ・マリアに生まれた。幼少期はアカデミーに通うお金がなかったため、道端でボールを蹴っていた。
2005-06シーズンにCDラージョ・サンルケーニョで選手となった。2007年にテルセーラ・ディビシオンのカディスCF Bに移籍したが、同年12月2日のトップチームのセグンダ・ディビシオンの試合で途中出場しプロサッカーのピッチでも出場する事が出来た。2007-08シーズンにはトップチームで58分の出場時間を得たが、トップチームは降格した。
2010年4月7日に規律違反でカディスを解雇された。同月にビジャルビアCFに加入。その後、CDモストレスを経て再びビジャルビアに在籍した、その後ロルカFC、UDソクエジャモスと転々とした。ソクエジャモスではセグンダ・ディビシオンBへ昇格した。
2015年5月14日にセレスFCに完全移籍。カディス時代のチームメイトであるカルリ・デ・ムルガの存在は、初めての海外移籍となった彼にとっての支えとなった。しかし自らのパフォーマンスに満足出来ず、エメリオ・カリグドンのプレースタイルを取り入れた。翌年に父親を亡くし、引退を考えたがリスト・ヴィダコヴィッチ監督の説得で選手を続ける事とした。2020年3月11日のAFCカップの得点で、同大会累計35得点目となり、歴代最多得点となった。
2022年1月20日、ジョホール・ダルル・タクジムFCに加入した。

## 代表歴
2020年3月3日にフアン・ミゲル・スビリが彼を帰化させるために元老院に働きかけた。同年9月に代議院にも働きかけ、翌2021年2月16日に代議院を、3月15日に元老院を通過。7月2日に帰化が承認された。
代表初招集は新型コロナウイルス感染症の世界的流行に伴って延期されていた2020 AFFスズキカップで、同大会第1節のシンガポール代表戦で代表初出場を記録した。11日の第2節・東ティモール代表戦で初得点を記録し、18日のミャンマー代表戦ではハットトリック、同大会の得点王の一人となった。

## 家族
祖父がバスク人で、その祖父はフランシスコ・フランコから逃れるために西ビサヤ地方に亡命しており、ここでもフィリピンとの縁がある。